# Adult Child
Adult Child (o veces como Adult/Child) es un álbum de estudio inédito de la banda de rock estadounidense The Beach Boys. Como Love You, es prácticamente un proyecto en solitario de Brian Wilson junto a otros miembros del grupo que sirven principalmente como vocalistas adicionales. Después de que fuera rechazado por Reprise Records, la banda editó M.I.U. Album que en su lugar una lista de canciones prácticamente renovada. Unas pistas proyectadas para Adult Child fueron editadas en álbumes posteriores y compilaciones. Actualmente, el álbum está disponible solo a partir de grabaciones piratas.
Stylus Magazine resume concisamente la obra es: "un disco de Brian al estilo Sinatra. Arreglos como de las grandes bandas de las Vegas, covers que parecían de bronce, algunas canciones escritas con la esperanza de que el propio Presidente podría cantarlas. El sello escuchó y probablemente lo rechazó antes de que comenzara la pista 2". A pesar de su estatus esotérico inédito dentro del catálogo de los Beach Boys, el álbum ha desarrollado un culto leve entre los seguidores aficionados y músicos.

## Antecedentes
Desde un principio, el álbum debía estar compuesto enteramente de tomas descartadas registradas durante las sesiones de 15 Big Ones de 1976 y Love You se asoció con material que se origina de 1965. Después del lanzamiento de Love You en abril de 1977, el grupo cayó en una disputa en torno de la dirección de la banda, lo que casi provoca la ruptura de la banda. Concebido como una secuela de Love You, y mezcla para un nuevo álbum titulado Adult Child, fue completado por los Beach Boys con Brian Wilson en calidad de productor.
Lo mismo ocurre con "Good Time" en Love You, algunas pistas de Adult Child eran tomas descartadas procedentes de anteriores álbumes de los Beach Boys. Las sesiones para el álbum fueron el 19 de enero de 1977, solo cinco días después de terminado el montaje de Love You. Al mismo tiempo, Dennis Wilson trabajó en su álbum en solitario Pacific Ocean Blue, que no sería editado hasta el 22 de agosto de ese mismo año. Según el gerente de la banda Stan Love -hermano menor de Mike Love- cuando Mike escuchó las grabaciones de los demos aproximados de Adult Child repletos de arreglos de swing, se volvió hacia Brian y le preguntó: "¿Qué carajo estás haciendo?". Fue proyectado para otoño de 1977, pero el álbum fue rechazado por Reprise Records por no ser comercialmente viable.

## Música y letras
Brian compuso, escribió y cantó en la mayoría de las canciones de Adult Child, ocasionalmente sus hermanos y compañeros de banda Carl y Dennis hicieron voces. De manera excepcional, Brian incluyó covers del grupo de "Deep Purple", "On Broadway", y la canción folk tradicional "Shortenin' Bread", con la cual Brian se había obsesionado por varios años. Dick Reynolds fue el encargado para los arreglos en cuatro pistas. Anteriormente, en 1964, Reynolds hizo los arreglos de cuerdas para The Beach Boys' Christmas Album, y de The Four Freshmen los ídolos de Brian y Frank Sinatra.
Las letras del álbum reflejan sobre todo pequeños detalles de la vida de Brian durante la década de 1970. Algunas canciones se centran en la condición física, la alimentación saludable, y la ecología, mientras que "Lines" se trata simplemente de esperar en línea para ver una película. Cooper Al describir "Hey Little Tomboy", que era un descarte de Love You, Brian dijo "se trata de una niña que es una especie de marimacho, y este tipo la convence para convertirse en una chica bonita, y por supuesto ella se convierte poco a poco en una chica bonita, empieza a afeitar sus piernas, a usar shorts, usa lápiz labial y maquillaje. Así que ella es un poco tomboy... Nos sentimos muy contentos con ella".

## Lanzamiento
El álbum ha sido lanzado a través de numerosas ediciones piratas, pero está oficialmente disponible, aunque no en su totalidad como un álbum sino fragmentado. "Hey Little Tomboy" aparece ligeramente modificado en M.I.U. Album. "Shortenin' Bread" se trataba de una canción tradicional de folk que a Brian le gustaba mucho, fue modificada y apareció en L.A. (Light Album) (1979). "Games Two Can Play", "It's Over Now", "H.E.L.P. Is on the Way" y "Still I Dream of It" fueron editadas en el box set Good Vibrations: Thirty Years of The Beach Boys (1993). Un Demo de piano alternativo de "Still I Dream of It" fue incluido en I Just Wasn't Made for These Times (1995), álbum solista de Brian Wilson.

## Lista de canciones
Adult Child se mezcló y montó en el siguiente orden, el 27 de junio de 1977, pero se informa que "Shortenin' Bread" y "It's Over Now" pueden haber sido eliminadas cinco días más tarde: "It's Trying to Say" también se conoce como "Baseball's On". Las grabaciones piratas, en algunas ediciones incluyen grabaciones adicionales hechas por el grupo entre los años 1960 y 1980.

Todas las canciones escritas y compuestas por Todas escritas por Brian Wilson, excepto donde se indica. 
| Lado A |                                                |                                   |          |  |
| N.º    | Título                                         | Voz principal                     | Duración |  |
| 1.     | «Life is for the Living»                       | Carl Wilson y Brian Wilson        | 1:52     |  |
| 2.     | «Hey Little Tomboy»                            | Mike Love, B. Wilson, y C. Wilson | 2:20     |  |
| 3.     | «Deep Purple» (Peter Derose y Mitchell Parish) | B. Wilson                         | 2:24     |  |
| 4.     | «H.E.L.P. Is on the Way»                       | Love                              | 2:30     |  |
| 5.     | «It's Over Now»                                | C. Wilson y Marilyn Wilson        | 2:50     |  |
| 6.     | «Everybody Wants to Live»                      | C. Wilson                         | 3:10     |  |

| Lado B |                                                                          |                         |          |  |
| N.º    | Título                                                                   | Voz principal           | Duración |  |
| 1.     | «Shortnin' Bread» (trad. arr. B. Wilson)                                 | C. Wilson con B. Wilson | 2:48     |  |
| 2.     | «Lines»                                                                  | B. Wilson y C. Wilson   | 1:44     |  |
| 3.     | «On Broadway» (Barry Mann, Cynthia Weil y Jerry Leiber and Mike Stoller) | Al Jardine              | 3:11     |  |
| 4.     | «Games Two Can Play»                                                     | B. Wilson               | 2:01     |  |
| 5.     | «It's Trying to Say»                                                     | Dennis Wilson           | 2:10     |  |
| 6.     | «Still I Dream of It»                                                    | B. Wilson               | 3:26     |  |

## Personal
The Beach Boys
- Al Jardine — voz, armonías y coros.
- Mike Love — voz, armonías y coros.
- Brian Wilson — voz, armonías y coros, productor.
- Carl Wilson — voz, armonías y coros.
- Dennis Wilson — voz, armonías y coros.

Músicos de sesión y plantilla de producción
- Dick Reynolds — arreglos[9]
- Marilyn Wilson — voz, armonías y coros